# Rockhausen
Rockhausen è una frazione del comune tedesco di Amt Wachsenburg.

## Storia
Il 31 dicembre 2019 il comune di Rockhausen venne aggregato al comune di Amt Wachsenburg.